# Croce astile

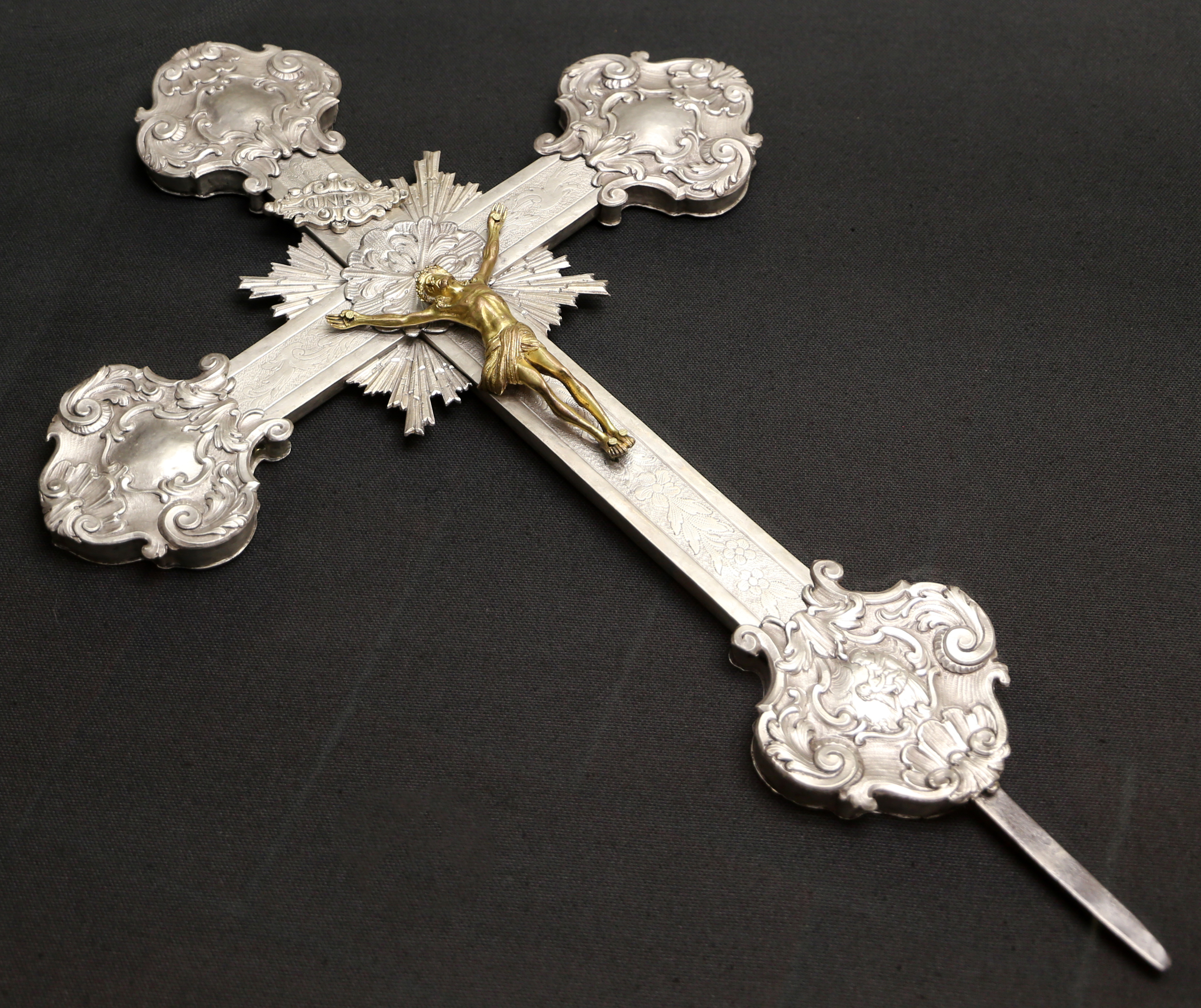
Croce astile conservata presso il Palazzo Orsini di Pitigliano

La croce astile, o croce processionale, è un oggetto liturgico usato dalla Chiesa cattolica e da altre confessioni cristiane.

## Descrizione
È una croce simile a quella da altare ma invece di avere una base, è in genere fissata ad un'asta decorata o dipinta ed è alta circa due metri. 

## Utilizzo

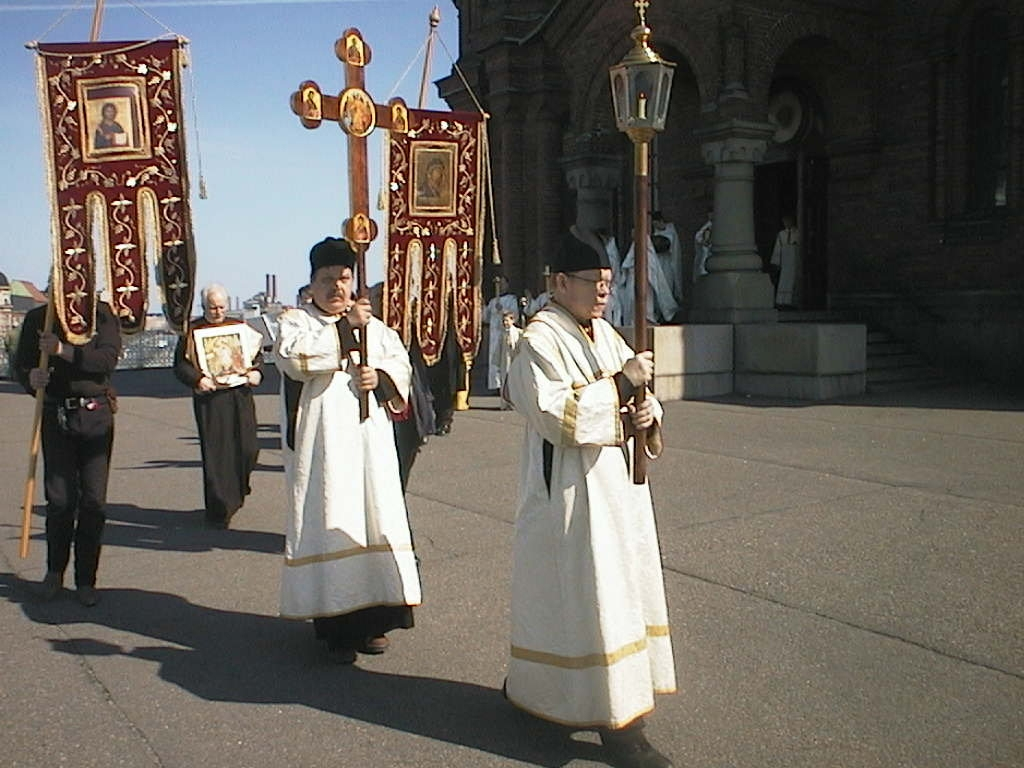
Croce astile in uso alla chiesa ortodossa russa

Viene usata nelle processioni sia all'esterno, lungo le vie delle città, sia all'interno della chiesa, ad esempio all'inizio della Messa quando il sacerdote entra in chiesa e alla fine quando ne esce. Solitamente viene tenuta da un crocifero che segue il turiferario e precede il sacerdote e tutti gli altri ministranti. Appena la processione raggiunge il presbiterio, la croce astile viene riposta su una base accanto all'altare affinché sia la croce dell'altare, o altrimenti (se la croce dell'altare c'è già) viene messa in disparte.
Nel rito romano viene tenuta con il crocifisso rivolto in avanti, mentre nel rito ambrosiano è rivolto all'indietro, verso il sacerdote.

## Galleria d'immagini

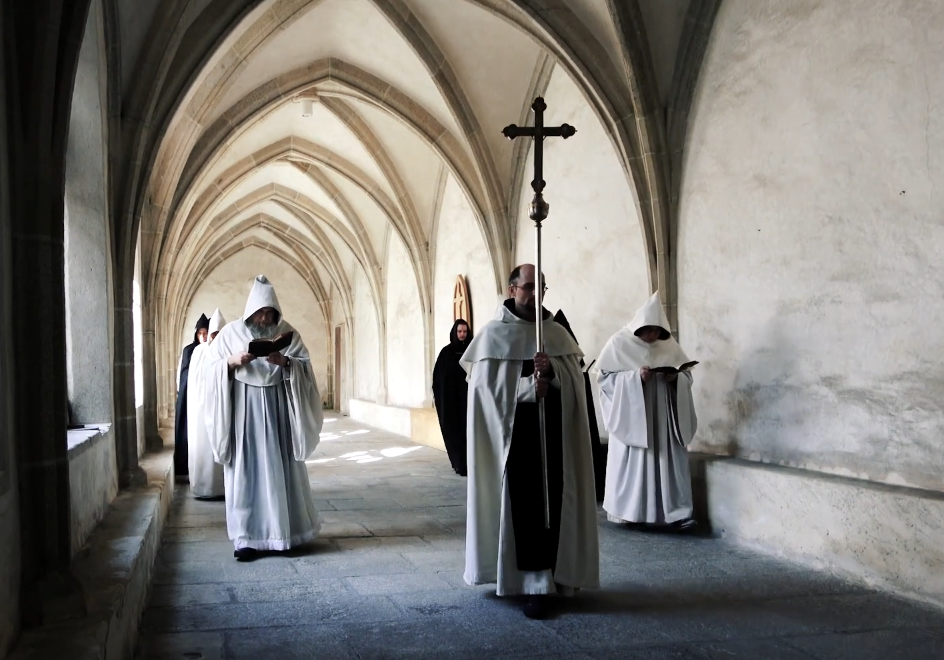
Un monaco cistercense regge una croce astile durante una processione penitenziale
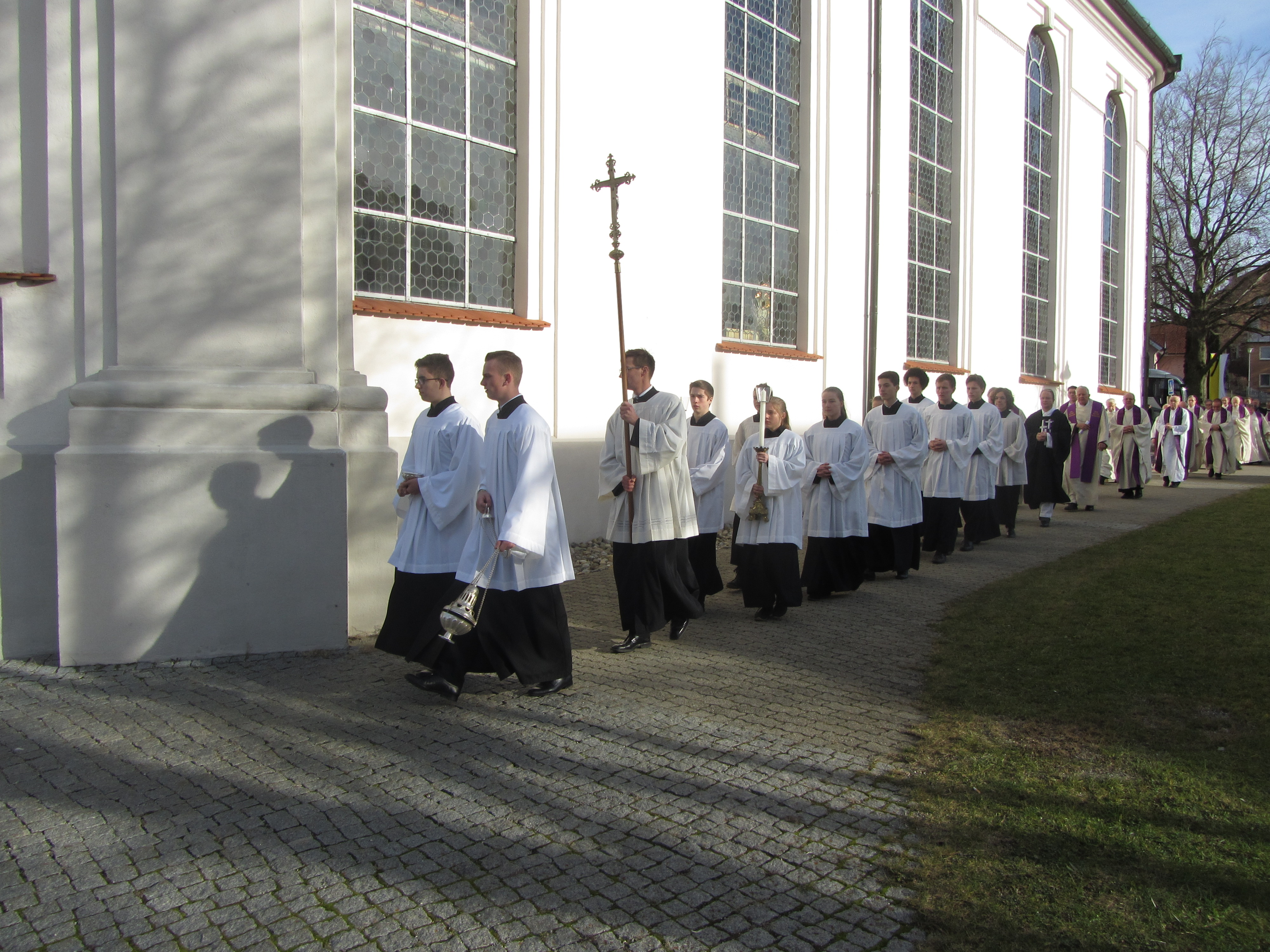
Una fila di ministranti durante una processione cattolica. Si nota il crocifero che regge la croce astile
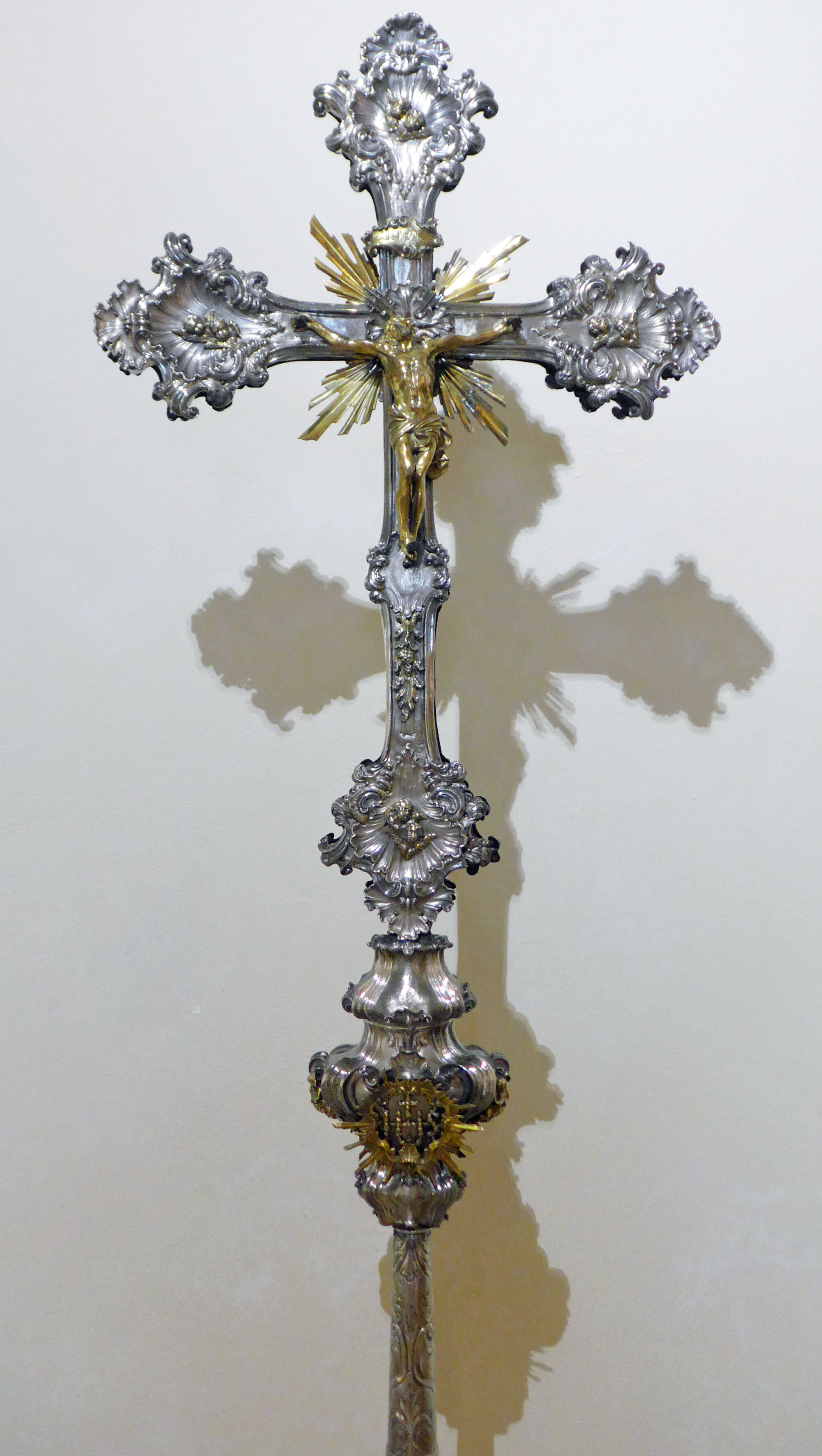
Croce astile realizzata nel 1774 da Giacomo Antonio Bosio, conservata presso il MAST Castel Goffredo
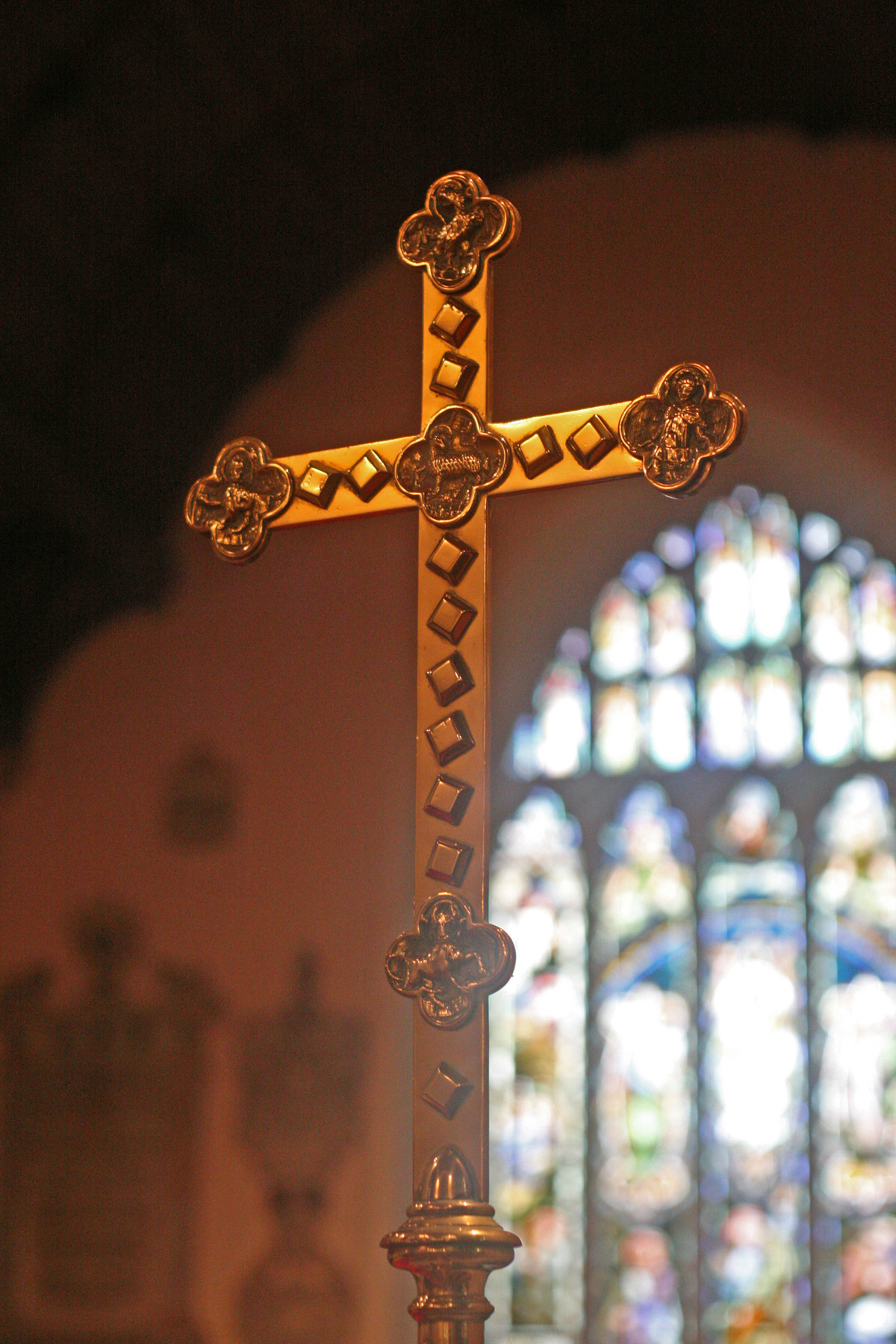
Croce processionale
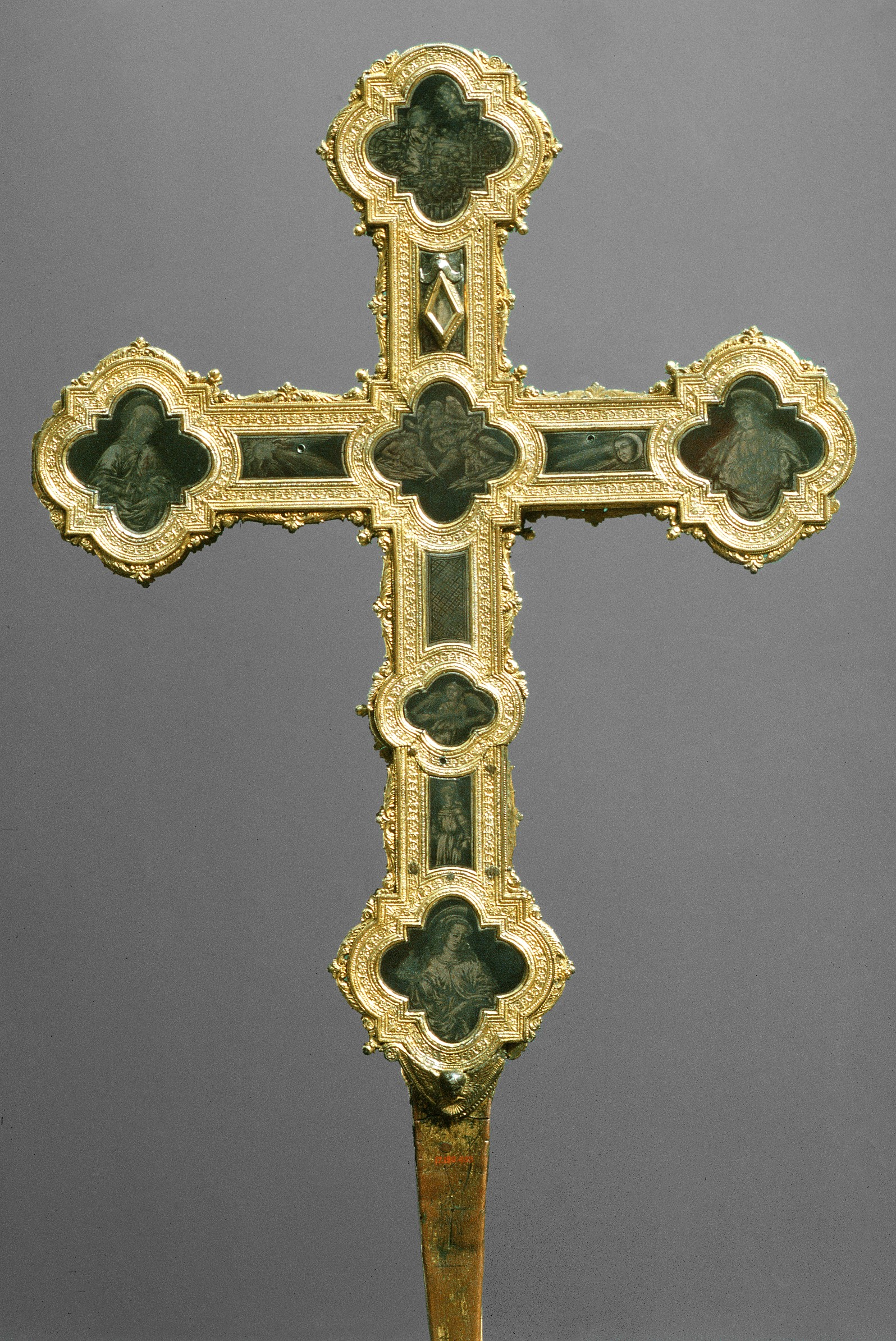
Croce astile conservata al MET